# Flemming Povlsen
Flemming Søgaard Povlsen, född 3 december 1966 i Brabrand, Danmark, är en dansk före detta professionell fotbollsspelare som bland annat spelade som anfallare för Borussia Dortmund i tyska Bundesliga. År 1992 blev han tillsammans med det danska landslaget sensationellt Europamästare i turneringen i Sverige.
Povlsen arbetar idag som fotbollsexpert på TV.

## Spelarkarriär

### I klubblag
Povlsen började spela fotboll i den lokala staden Viby, men flyttade 1984 som 17-åring till danska toppklubben AGF där han 1985 fick han pris som "Årets stjärnskott" i ligan. Han flyttade sedan utomlands redan följande år då han skrev kontrakt med spanska Castilla CF, ett reservlag till Real Madrid. 

#### Fansens favorit
Efter bara ett år i Spanien flyttade Povlsen till 1. FC Köln i Tyskland där han kom att spela tillsammans med danske landslagskaptenen Morten Olsen. Trots att han inte var given i en startelva blev Povlsens snabbhet och arbetsvilja uppskattad av fansen och han vann tillsammans med laget en silvermedalj då man slutade tvåa i 1988/89 års Bundesligasäsong. Dansken spelade sedan inte mer än tre matcher för Köln under säsongsinledningen innan han köptes av holländska PSV Eindhoven under sensommaren 1990 för runt 20 miljoner kr. Han spelade därefter resten av säsongen med PSV och vann där den holländska cupen och kom tvåa i ligan. Povlsen flyttade dock snart tillbaka till Tyskland när han år 1990 skrev kontrakt med Borussia Dortmund.
I Dortmund hade Povlsen sina största framgångar inom klubbfotbollen där han snabbt blev en favorit för fansen tack vare sin energi och sitt uppoffrande spel. Säsongen 1991/92 såg det ut som om Dortmund och Povlsen skulle vinna ligan men i säsongens sista minuter avgjorde Vfb Stuttgart borta mot Bayer Leverkusen för att ta ligatiteln.

#### Svåra knäproblem
I april 1993 i en match mot gamla klubben FC Köln slet dansken av sitt främre korsband i knäet och fick då rehabilitera sig fram till oktober samma år innan han var tillbaka på planen. Men i september 1994 i en cupmatch mot Kaiserslautern led Povlsen en ny korsbandsskada - nu i andra knäet. Även om dansken jobbade sig tillbaka till att kunna spela och även gjorde ett kort inhopp mot Eintracht Frankfurt i mars 1995 (och därmed var en del det Dortmund som vann Bundesliga senare samma vår), var han därefter tvungen att avsluta sin karriär på grund av sina stora knäproblem.
Povlsens kärlek till fotboll skulle ändå ta honom tillbaka i till fotbollsplanen då han åren 1998-2004 sporadiskt spelade längre ner i seriesystemet för klubben i sin födelsestad, Brabrand IF. Här gjorde han 15 mål på 40 matcher.

### I landslaget
1987 fick Povlsen göra sin debut för det danska landslaget; detta i 5–0-segern över Grekland i en kvalmatch till de Olympiska spelen 1988. 
När Povlsen och Danmark sensationellt vann EM-guld 1992 var hans rykte på topp. Han spelade i Danmarks alla 5 matcher i turneringen och gjorde ett mål i straffläggningen mot Nederländerna i semifinalen. Detta trots att målvakten van Breukelen, danskens tidigare lagkamrat i PSV, försökte psyka honom. Povlsen var en självklar del av Danmarks landslag från sin debut 1987 till det att han tvingades sluta på grund av knäproblem. Han gjorde 21 mål på sina 62 landskamper och förutom EM 1992 var han också uttagen i truppen till EM 1988.

## Tränarkarriär
Efter att ha avslutat spelarkarriären blev Flemming Povlsen i december 2001 sportdirektör för den danska division 1-klubben FC Aarhus. När klubben sedan genomgick en ekonomisk nedskärning i november 2002 erbjöd sig Povlsen att avgå vilket klubben accepterade. I mars 2005 blev han en del av ledarteamet för danska Superligaklubben AC Horsens. I juli 2009 blev han assisterande tränare för Randers FC men han avgick i oktober 2009 då chefen och tidigare landslagskamraten John "Faxe" Jensen avskedades. Povlsen var under en tid också anfallstränare för AGF innan han 2015 slutade för att ägna sig mer åt jobbet som expertkommentator på TV.

## Meriter

### I klubblag
1. FC Köln
- Tvåa i Bundesliga: 1988/89

 PSV Eindhoven
- KNVB Cup: 1988/89

 Borussia Dortmund
- Final i Uefacupen: 1992/93
- Bundesliga: 1994/95
- Tvåa i Bundesliga: 1991/92

### I landslag
Danmark
- Europamästare: 1992